# Ctenus tarsalis
Ctenus tarsalis är en spindelart som beskrevs av F. O. Pickard-Cambridge 1902. Ctenus tarsalis ingår i släktet Ctenus och familjen Ctenidae. Inga underarter finns listade i Catalogue of Life.